# Bastion Welgemoed

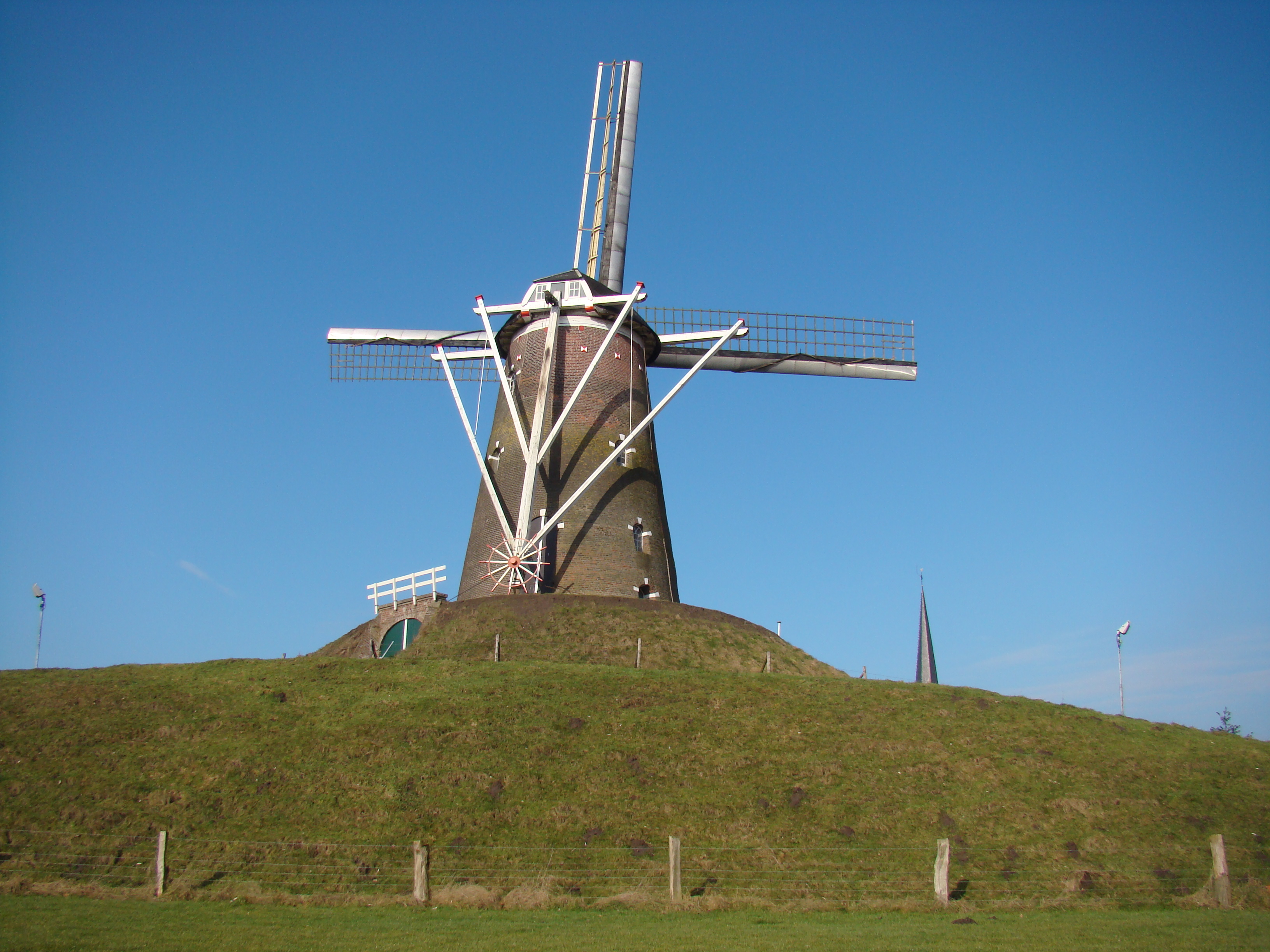
Bastion Welgemoed Bredevoort

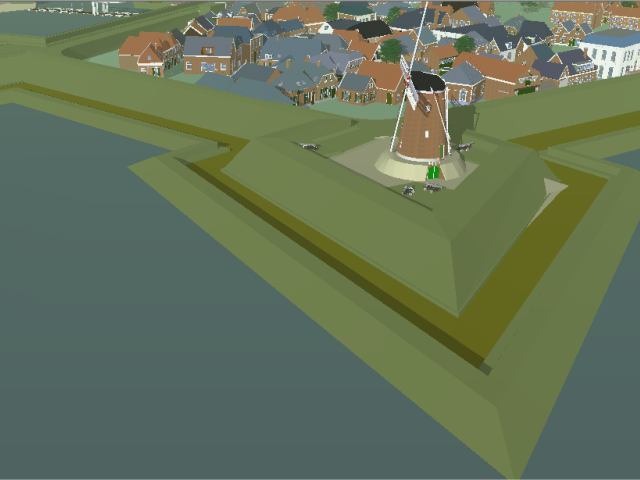
Reconstructie bastion Welgemoed Bredevoort

Bastion Welgemoed is een voormalig bastion, zuidelijk gelegen tegen het stadje Bredevoort. Het was onderdeel van de Vestingwerken van Bredevoort. Doordat molen De Prins van Oranje op dit bastion werd gebouwd bleef deze gespaard van ontmanteling en is dit dan ook Bredevoorts enige overgebleven bastion.

## Geschiedenis
Het bastion is niet echt herkenbaar meer. Ooit was het bastion acht meter hoog en voorzien van drie katten plus borstwering. Door het afgraven van de borstwering is het bastion nu zes meter hoog. Ook de onderwal is afgegraven, en de omringende grachten gedempt.

## Reconstructie
Op de afbeelding een weergave van een reconstructie van het bastion Welgemoed. Zichtbaar gemaakt is de ligging ten opzichte van de huizen die er tegenwoordig staan. Ook zichtbaar de onderwal die voor het bastion ligt. Het deel aan de rechterkant is tevens het deel dat er tegenwoordig vormloos ligt. De courtine aan de linkerkant op de afbeelding is grotendeels verdwenen, alleen een verhoging ter hoogte van de Georgiuskerk is een laatste restant van de hoofdwal die hier naar bastion Ossenkop liep.
Aalterpoort · Misterpoort · Onversaegt · Orange · Ossenkop · Treurniet · Stoltenborg · Vreesniet · Welgemoed · Grote Gracht · Kleine Gracht